# Jesús Cordovez
Jesús Cordovez (Caracas, 21 agosto 1953) è un allenatore di pallacanestro venezuelano.

## Carriera
Ha guidato il Venezuela ai Campionati americani del 1989 e ai Campionati mondiali del 1990.